# 미국의 법집행

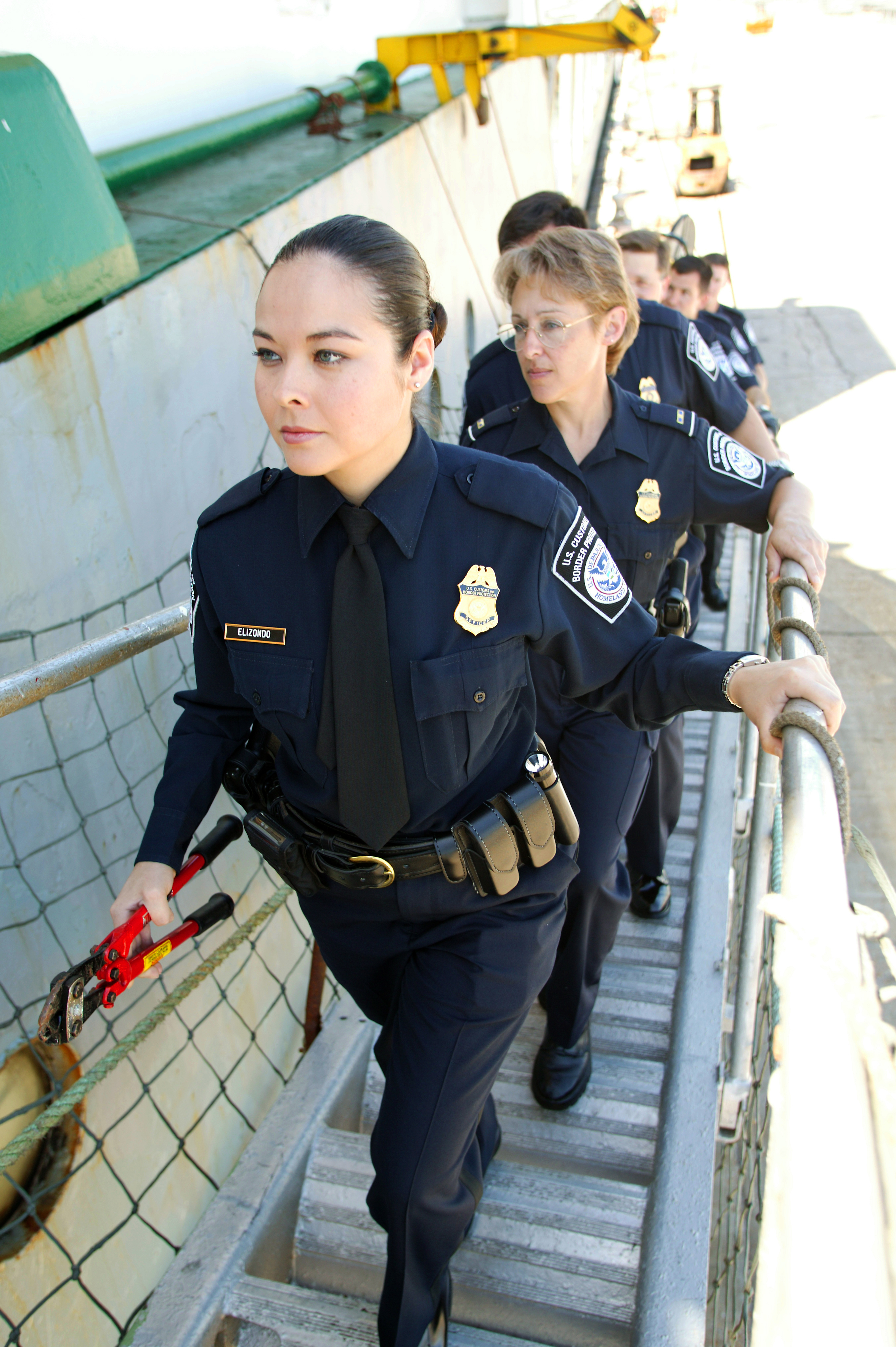
배에 승선하는 미국 관세 및 국경보호청의 단속 경찰들.

미국의 법집행(Law enforcement in the United States)은  경찰, 법원, 교정시설 등 미국 형사사법제도의 3대 구성 요소로 나뉜다.

## 미국의 경찰
비록 범죄 예방 및 퇴치 목적에 기반한 사법제도를 보완하는 상이한 집단들 간에 내재하는 상호연관성이 존재하지만, 각 구성요소는 서로 독립적으로 운영된다. 미국의 치안 유지 활동은 수많은 유형의 에이전시를 통해 시행된다. 연방제 국가의 특성상 미국의 모든 주는 저마다 고유의 치안기관을 갖고 있으며, 각 주마다 법률상 규정된 경찰들의 권한과 책임감 등이 천차만별이다.

## 같이 보기
- 경찰